# マントル細胞リンパ腫
マントル細胞リンパ腫（マントルさいぼうリンパしゅ、英: mantle cell lymphoma、略称:MCL）は、B細胞性悪性リンパ腫の一分類で、t (11:14) (q13:q32) によるサイクリンD1 (CCND1) の過剰発現で特徴づけられる。

## 疫学
日本においては悪性リンパ腫の約3%を占め、中年から高年層（年齢中央値65歳）の男性（男女比2から3：1）に多い。欧米ではやや頻度が高い（3%から10%）。

## 症状
他の悪性リンパ腫と症状は同じ(悪性リンパ腫#症状も参照)で、マントル細胞リンパ腫に特有の症状はない。
約7割に節外病変を認め、消化管が2～3割程度あるため、消化器症状で消化器内科を受診し、内視鏡で発見されることも多い。脾腫も4割弱に認められ、腹部膨満感が主症状になることもある。

## 組織学的分類
古典型がMCLの9割近くを占めるが、3つの組織形態的亜型が知られている。
- 古典型 (classical type)
  - 芽球様亜型 (blastoid variant)
  - 多形性亜型 (pleomorphic variant)
  - 小細胞亜型 (small cell variant)

## 診断

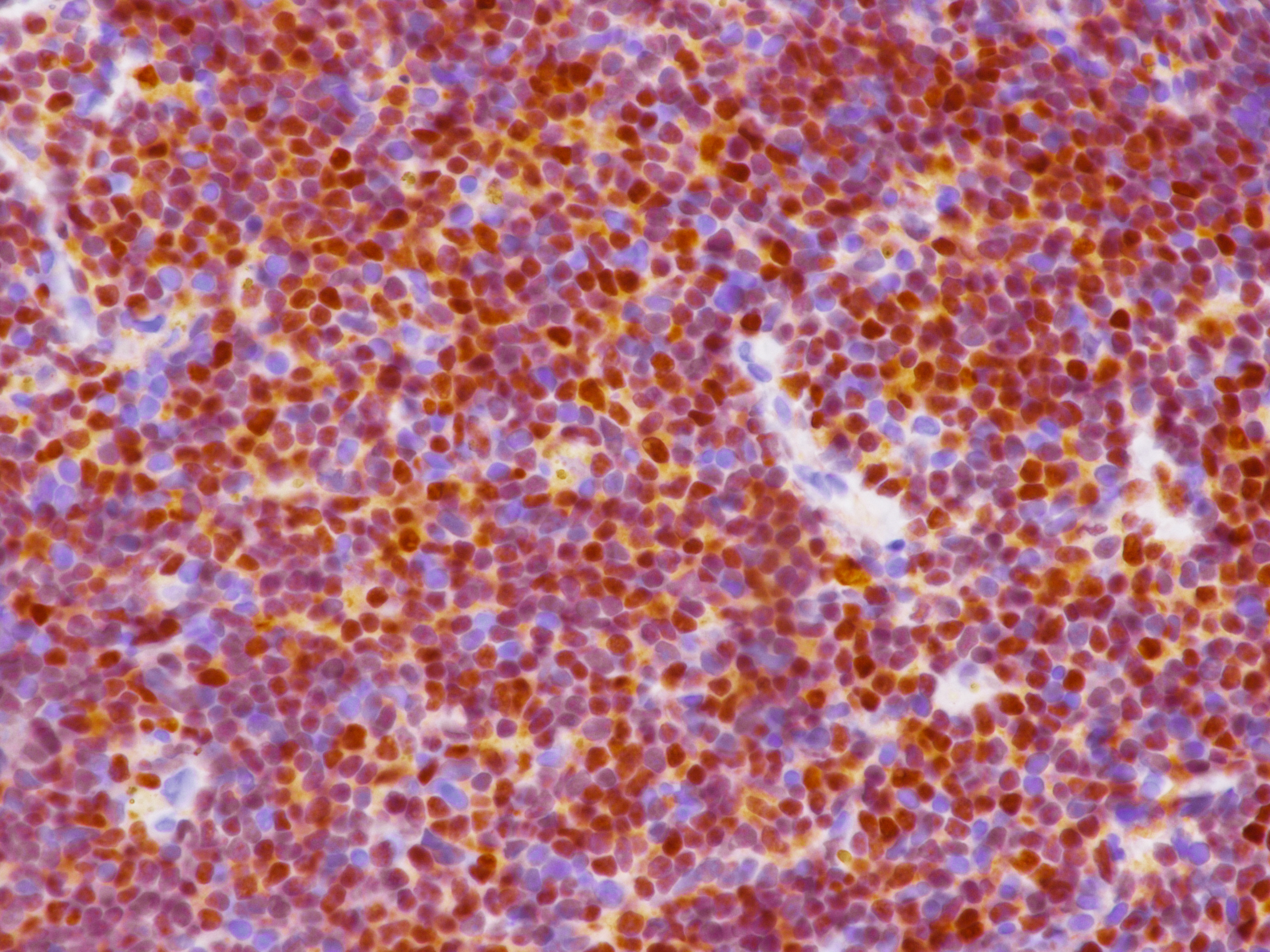
マントル細胞リンパ腫 ｡免疫組織化学的に cyclin D1が陽性を示す｡

- リンパ節生検。MCLでは小型～中型の均一な細胞のびまん性あるいは結節様の増殖があり著しく単調な印象を与える。その理由としてはアポトーシスapoptosisに陥ったリンパ球を処理する組織球（tingible body macrophages）が欠如していること、核分裂像が乏しいこと、濾胞性リンパ腫と異なりcentrocyteとcentroblastの混在がないことがあげられる。
- 免疫染色。腫瘍細胞はB細胞系マーカー(CD20, CD79a)陽性であるが胚中心マーカー(CD10, bcl-6)は陰性。さらにCCND1とCD5が陽性である。bcl-2はほぼ100% 陽性。濾胞性リンパ腫では濾胞樹状細胞(CD21+)のネットワーク形成が見られるが、MCLでは認められない。
- 鑑別診断。濾胞辺縁帯リンパ腫｜MALTリンパ腫、濾胞性リンパ腫、慢性リンパ性白血病/小リンパ球性リンパ腫、リンパ芽球型白血病/リンパ腫。
- CCND1陰性のMCL。

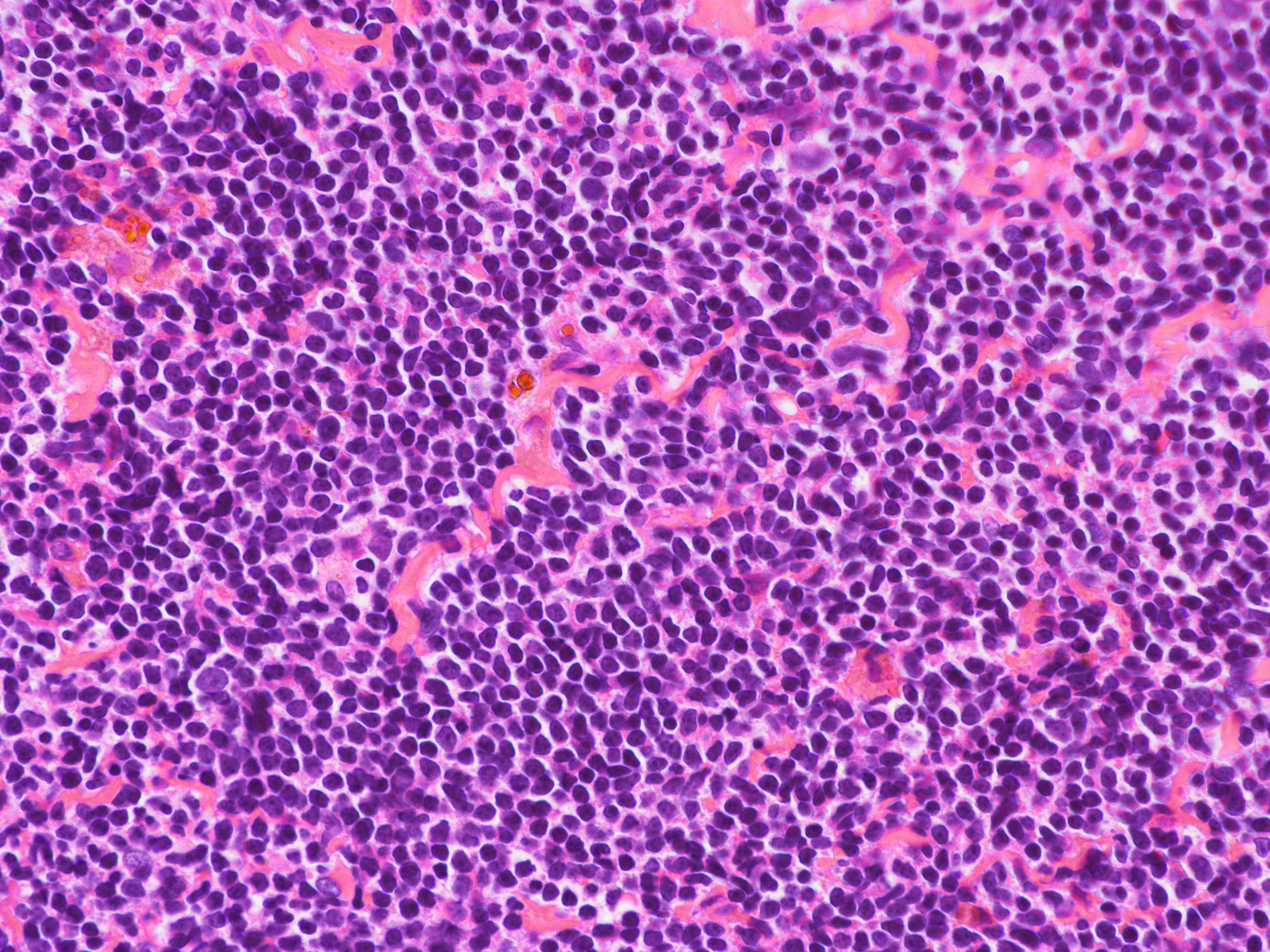
HE染色 monotonous な腫瘍細胞の増殖
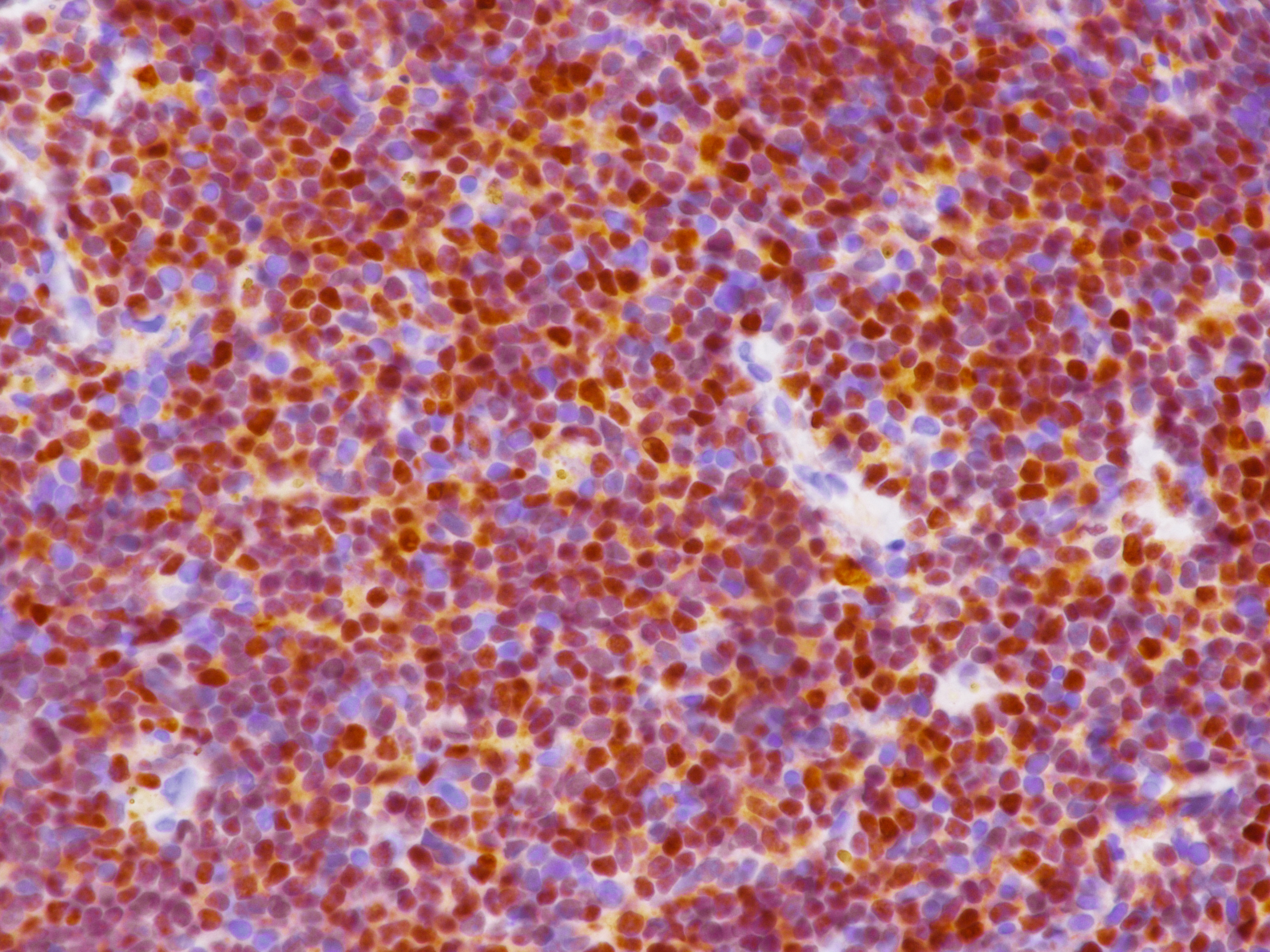
免疫組織化学的に cyclin D1 が diffuse に陽性を示す｡

## 治療
標準治療は確立してはいないが、これまでに実施された比較試験などから推奨される治療法は以下のようになる。
- 初発限局期 - 巨大病変の無いAnn Arbor分類IA, IIA期
  - 放射線治療単独または放射線療法と化学療法の併用[5]
- 初発進行期
  - 65歳以下 - リツキシマブを併用した、治療強度を高めた化学療法(R-HyperCVAD/MA療法など)、および自己末梢血幹細胞移植併用大量化学療法[6][7][8]
  - 66歳以上、もしくは65歳以下でも大量化学療法の適応が無い - 他の高悪性度リンパ腫に準じた化学療法(R-CHOPなど)[9][10]
- 再発・治療抵抗性
  - フルダラビン・クラドリビン・ベンダムスチンとリツキシマブの併用
  - イブリツモマブ チウキセタンの投与
- その他
  - 高齢者で進行が遅い場合には無治療経過観察も選択肢となる。ただしどのような症例が進行が遅いのか正しく判別する方法は確立していない。

## 予後
患者の平均生存年数は3年から5年。核分裂数が高いものほど生存年数が短い。